# Flossie Wong-Staal
Flossie Wong-Staal, z domu Wang Yi Ching (chiń. 黄以静; pinyin Huáng Yǐjìng ur. 27 sierpnia 1947 w Guangzhou, zm. 8 lipca 2020 w San Diego) – chińsko-amerykańska wirusolog i biolog molekularny. Była pierwszą osobą, która sklonowała wirus HIV i określiła funkcje jego genów, co było ważnym krokiem w udowodnieniu, że HIV jest przyczyną AIDS. Profesor na Uniwersytecie Kalifornijskim w San Diego (UCSD). Była współzałożycielką i, po przejściu na emeryturę w UCSD, dyrektorem naukowym firmy Immusol (później iTherX Pharmaceuticals).

## Dzieciństwo
Urodzona jako Wong Yee Ching w Kantonie w Chinach w 1947 r. W 1952 r. wraz z rodziną wyemigrowała do Hongkongu. Uczęszczała tam do katolickiej szkoły dla dziewcząt i wykazywała się zdolnościami naukowymi. Pod wpływem sugestii nauczycieli zmieniła imię na anglosaskie. W 1965 r. wyjechała na studia do USA.

## Kariera naukowa
Gdy ukończyła 18 lat opuściła Hongkong, aby studiować na Uniwersytecie Kalifornijskim w Los Angeles, gdzie zdobyła stopień licencjata w dziedzinie mikrobiologii, a następnie w 1972 roku uzyskała stopień doktora w dziedzinie biologii molekularnej. Kontynuowała badania na UCSD jako post-doc.
W 1974 r. dołączyła do grupy Roberta Gallo w Narodowym Instytucie Raka (NCI) i zajęła się badaniami retrowirusów.
W 1983 roku, w tym samym czasie co Luc Montagnier, Wong-Staal wraz z innymi członkami grupy Roberta Gallo odkryli, że HIV jest przyczyną AIDS. Dwa lata później Wong-Staal sklonowała HIV, a następnie zakończyła genetyczne mapowanie wirusa. Jej wyniki pozwoliły na opracowanie testów na nosicielstwo HIV.
W 1990 zespół naukowców na czele z Wong-Staal studiował działanie białka wirusowego tat w szczepie HIV-1 na wzrost komórek w zmianach patologicznych mięsaka Kaposiego, które często występują u chorych na AIDS. Badacze przeprowadzili testy na różnych komórkach, które zawierały białko tat i obserwowali szybkość proliferacji w komórkach zakażonych HIV-1 i zdrowych komórkach śródbłonka. Wong-Staal użyła specyficznego typu analizy komórek, znanego jako immunoprecypitacja do tego, aby wykryć obecność zmian patologicznych mięsaka Kaposiego w komórkach z różną ilością białka tat. Wyniki tych badań wykazały, że ilość białka tat wewnątrz komórek zakażonych HIV-1 jest bezpośrednio związana z liczbą zmian patologicznych u pacjenta. Wyniki te miały istotne znaczenie w rozwoju nowych metod leczenia HIV/AIDS u pacjentów, którzy cierpią z powodu tych niebezpiecznych zmian.
W 1990 roku przeniosła się z NCI do Uniwersytetu Kalifornijskiego w San Diego i kontynuowała badania w dziedzinie HIV i AIDS. W 1994 roku została mianowana przewodniczącą nowo utworzonego Center for AIDS Research. W tym samym roku została wybrana na członka Institute of Medicine United States National Academies.
W latach 1990. jej badania koncentrowały się na terapii genowej, z pomocą rybozymu („molekularnych nożyc”) do redukcji poziomu HIV w komórkach macierzystych. Protokół przez nią skonstruowany był drugim, który zdobył finansowanie rządu USA.
W 2002 r. w związku z przejściem na emeryturę została profesorem emerytowanym UCSD. Objęła wówczas stanowisko dyrektora naukowego w biofarmaceutycznej firmie Immusol, którą założyła podczas pracy w UCSD. Uznając potrzebę rozwoju leków na wirusowe zapalenie wątroby typu C (powodowane przez HCV), przebranżowiła Immusol w kierunku terapii HCV i zmieniła jego nazwę na iTherX Pharmaceuticals. W tym samym roku magazyn Discover umieścił Wong-Staal na liście pięćdziesięciu najbardziej wybitnych kobiet-naukowców.
Jej dorobek publikacyjny to współautorstwo ponad 350 artykułów w czasopismach naukowych, w tym ok. 70 w Science i Nature. Jej wskaźnik Hirscha wynosi 102 (2018).
W 2007 roku gazeta „Daily Telegraph” umieściła Wong-Staal na 32. miejscu „Listy 100 żyjących geniuszy”.